# Festival international du film fantastique de Neuchâtel 2013
 (août 2023).
Si vous disposez d'ouvrages ou d'articles de référence ou si vous connaissez des sites web de qualité traitant du thème abordé ici, merci de compléter l'article en donnant les références utiles à sa vérifiabilité et en les liant à la section « Notes et références ».
La 13e édition du Festival international du film fantastique de Neuchâtel s'est déroulée du 5 au 13 juillet 2013. La manifestation a attiré 31 000 spectateurs payants sur 136 projections (80 longs métrages, dont 2 premières mondiales et 13 premières européennes, et 17 courts métrages).
L'invité d'honneur de cette édition était le réalisateur, producteur et scénariste indépendant Larry Cohen qui a présenté chacun des films de la rétrospective qui lui a été consacrée.
Le NIFFF poursuit son cycle consacré à la musique, entamé l'année précédente avec des comédies musicales subversives, en proposant la découverte de films dont la musique est intimement liée aux images. Cette sélection, nommée When Music Scores a été établie par Cliff Martinez, Jeff Grace, Johan Söderqvist, Marc Teissier du Cros et Laurent Guido.
Lieux : Théâtre du Passage 1, Temple du bas, Arcades, Bio, Open Air aux Jeunes-Rives

## Jurys

### Jury International
- Président du jury : François Cognard
- Autres membres du jury : Frederike Dellert, Kim Newman, Orson Scott Card, Jean-François Rauger

### Prix Mélies
- Pilar Anguita-MacKay,Anita Egger, Yamine Guettari

### Prix Imaging the future
- Scott Ross,Laurent Brett, Pascal Montjovent

### Mad Movies
- Julien Sévéon,Alexandre Ponce, Miranda Larrosa

### SSA/Suissimage
- Carola Stern,John Canciani, Pierre Monnard

## Sélection

### Longs métrages

#### International competition
- Ghost Graduation (Promoción fantasma, 2012) de Javier Ruiz Caldera ( Espagne)
- Chimères (2013) de Olivier Beguin ( Suisse) (première mondiale)
- Kiss of the Damned (2012) de Xan Cassavetes ( États-Unis)
- Haunter (2013) de Vincenzo Natali ( Canada) (première européenne)
- You're Next (2011) d’Adam Wingard ( États-Unis)
- L'arène (Raze, 2013) de Josh C. Waller ( États-Unis) (première européenne)
- Here Comes the Devil (Ahí va el diablo, 2012) de Adrián García Bogliano ( Mexique)
- The Crack (El resquicio, 2012) d’Alfonso Acosta ( Argentine/ Colombie)
- Der Ausflug (2012) de Mathieu Seiler ( Suisse)
- Contracted (2013) d’Eric England ( États-Unis) (première mondiale)
- Dyatlov Pass Incident (2013) de Renny Harlin ( États-Unis) (première européenne)
- We Are What We Are (2013) de Jim Mickle ( États-Unis)
- Mars et Avril (2012) de Martin Villeneuve ( Canada)
- Dark Touch (2013) de Marina de Van ( France) (première européenne)

#### New Cinema From Asia
- Eega (2012)  de S. S. Rajamouli et J. V. V. Sathyanarayana ( Inde)
- The Agent (Bereullin/The Berlin File, 2013) de Ryoo Seung-wan  ( Corée du Sud)
- 009 Re:Cyborg 3D (2012) de Kenji Kamiyama  ( Japon)
- Ghost Sweepers (Jeomjaengyideul, 2012)  de Jeong-won Shin  ( Corée du Sud)
- Blind Detective (Man tam, 2013 de Johnnie To  ( Hong Kong)
- The Complex (Kuroyuri danchi, 2013) de Hideo Nakata  ( Japon)
- Saving General Yang (Yang jia Jiang, 2013) de Ronny Yu  ( Hong Kong)
- The Gangster (Antapal, 2012) de Kongkiat Khomsiri  ( Thaïlande) (première européenne)

#### Cérémonies
- Stoker de Park Chan-wook ( États-Unis)
- Byzantium de Neil Jordan ( Royaume-Uni)

#### Films Of The Third Kind
- Animals de Marçal Forés ( Espagne)
- A Liar's Autobiography: The Untrue Story of Monty Python's Graham Chapman 3D de Ben Timlett, Jeff Simpson et Bill Jones ( Royaume-Uni)
- 7 Boxes de Juan Carlos Maneglia et Tana Schémbori ( Paraguay)
- Shield of Straw de Takashi Miike ( Japon)
- The Philosophers de John Huddles ( États-Unis) (première européenne)
- Simon Killer de Antonio Campos ( États-Unis)
- Dark Skies de Scott Stewart ( États-Unis)
- How to Use Guys With Secret Tips de Lee Won-suk ( Corée du Sud)
- I Declare War de Jason Lapeyre et Robert Wilson ( Canada) (première européenne)

#### Ultra Movies
- V/H/S/2 de Simon Barrett (en) et Jason Eisener, Gareth Evans, Gregg Hale, Eduardo Sánchez, Timo Tjahjanto et Adam Wingard ( États-Unis) (première européenne)
- Gallowwalkers de Andrew Goth ( États-Unis) (première européenne)
- Au nom du fils de Vincent Lannoo ( Belgique)
- Tiktik: The Aswang Chronicles de Erik Matti ( Philippines)
- Cheap Thrills de E.L. Katz ( États-Unis) (première européenne)
- Les Rencontres d'après minuit de Yann Gonzalez ( France)
  - pré-programme court-métrage: Lettre à l'étrangère de Consuelo Frauenfelder et Stefan Lauper ( Suisse)
- Tulpa de Federico Zampaglione ( Italie)
- Frankenstein's Army de Richard Raaphorst ( Pays-Bas)
- The Rambler de Calvin Reeder ( États-Unis) (première européenne)
- HK: Forbidden Super Hero de Yûichi Fukuda ( Japon) (première européenne)

#### Histoires du genre
- Despite the Gods de Penny Vozniak ( Australie)
- Rewind This de Josh Johnson ( États-Unis) (première européenne)
- Train de nuit dans la Voie lactée de Gisaburo Sugii ( Japon)
- Animation Maestro Gisaburo de Masato Ishioka ( Japon)
- Slice and Dice: The Slasher Film Forever de Calum Waddell ( Royaume-Uni)
- Roland Klick: The Heart Is a Hungry Hunter de Sandra Prechtel ( Allemagne)
- White Star de Roland Klick ( Allemagne)
- Deadlock de Roland Klick ( Allemagne)

#### When Music Scores

##### Carte blanche à Cliff Martinez
- Pour une poignée de dollars (Per un pugno di dollari, 1964) de Sergio Leone ( Italie)
- Alien, le huitième passager (Alien, 1979) de Ridley Scott ( États-Unis)
- Le Jour où la Terre s'arrêta (The Day the Earth Stood Still, 1951) de Robert Wise  ( États-Unis)

##### Carte blanche à Jeff Grace
- Entretien avec un vampire (Interview with the Vampire: The Vampire Chronicles, 1994) de Neil Jordan ( États-Unis)
- La Planète des singes (Planet of the Apes, 1968) de Franklin J. Schaffner ( États-Unis)
- Shining (The Shining, 1980) de Stanley Kubrick ( Royaume-Uni)

##### Carte blanche à Johan Söderqvist
- Les Parapluies de Cherbourg (1964) de Jacques Demy ( France)
- Un flic sur le toit (Man on the Roof, 1976) de Bo Widerberg ( Suède)
- Ran (1985) d'Akira Kurosawa ( Japon)

##### Carte blanche à Marc Teissier du Cros
- Assaut (Assault on Precinct 13, 1976) de John Carpenter ( États-Unis)
- Electroma (2006) de Thomas Bangalter et Guy-Manuel de Homem-Christo
- Zombie (Dawn of the Dead, 1978) de George A. Romero ( Italie)

##### Carte blanche à Laurent Guido
- Chromosome 3 (The Brood, 1979) de David Cronenberg ( Canada)
- Suspiria (1977) de Dario Argento ( Italie)
- Sœurs de sang (Sisters, 1972) de Brian De Palma ( États-Unis)

#### Tribute to Larry Cohen
- Bone de Larry Cohen  ( États-Unis)
- Black Caesar de Larry Cohen  ( États-Unis)
- Casse dans la ville (Hell Up in Harlem) de Larry Cohen  ( États-Unis)
- Le monstre est vivant (It's Alive) de Larry Cohen  ( États-Unis)
- Les monstres sont toujours vivants (It Lives Again) de Larry Cohen  ( États-Unis)
- La Vengeance des monstres (It's Alive III: Island of the Alive) de Larry Cohen  ( États-Unis)
- Meurtres sous contrôle (God Told Me To) de Larry Cohen  ( États-Unis)
- Épouvante sur New York (Q) de Larry Cohen  ( États-Unis)
- Special Effects de Larry Cohen  ( États-Unis)
- Les Enfants de Salem (A Return to Salem's Lot) de Larry Cohen  ( États-Unis)
- The Stuff de Larry Cohen  ( États-Unis)
- Original Gangstas de Larry Cohen  ( États-Unis)

### Courts-métrages

#### Swiss Shorts
- Trained d'Anthony Jerjen ( Suisse)
- Captain Velvet Meteor de Rinaldo Wirz ( Suisse)
- The Crononaut de Désirée Haupts ( Suisse)
- Entre Ange et Démon de Pascal Forney ( Suisse)
- Palim Palim de Marina Klauser et Pia Hellenthal ( Suisse)
- Effort de Eleonora Berra ( Suisse)
- Pocket Rocket de Walter Feistle ( Suisse)
- Vice of Mind d'Adam Razvi ( Suisse)

#### European Shorts
- Second Wing de Sergey Tsyss ( Russie)
- Sleepworking de Gavin Williams ( Royaume-Uni)
- Elefante de Pablo Larcuen ( Espagne)
- Perfect Drugs de Toon Aerts ( Belgique)
- Loft 254 de Toby Meakins ( Royaume-Uni)
- Blikkboks de Kalle Donisell Gulbrandsen ( Norvège)
- Lettres de femmes de Augusto Zanovello ( France)
- Curiosity Kills de Sander Maran ( Estonie)

## Imaging the Future

### Transmedia-Mobile Storytelling
Les médias interactifs dont vous êtes les héros

### The Untitled
Film expérimental et immersif

### Cinematics: A Particular Time and Place in the Game
La cinématique, entre cinéma et jeu vidéo

### Swiss Game
7 projets soutenus par le NIFFF et la Fondation suisse pour la Culture Pro Helvetia et la Fondation Suisa

### Orlac
Clin d'oeil au film muet Les mains d'Orlac

## NIFFF Invasion

### Sherlock Holmes et l'affaire du Scarabée d'Ambre
Enquête à ciel ouvert dans les rues de Neuchâtel

### Films
- Le piano dans la forêt (Piano no mori, 2007) de Masayuki Kojima et Ryôsuke Nakamura
- Nosferatu vs Turzi (Nosferatu, eine Symphonie des Grauens, 1922) de F.W. Murnau, musique Turzi
- Programme spécial "Vidéo-clip et cinéma de genre"

### Actual Fears VI: Soirée Black Block Redneck
Soirée événement au Théâtre du Concert avec la construction en paille et en béton qui sert d'écran pour des projections de vidéos venant de Youtube

## New World of Fantasy
- Rencontre avec Orson Scott Card
- Conférence Cinéma et Littérature

## Palmarès
| Prix                                                              | Attribué à                                      | Pays       |
| ----------------------------------------------------------------- | ----------------------------------------------- | ---------- |
| Prix H.R. Giger « Narcisse du Meilleur Film »                     | Dark Touch de Marina de Van                     | France     |
| Mention spéciale du Jury International                            | Chimères de Olivier Beguin                      | Suisse     |
| Méliès d'argent du meilleur long métrage européen                 | Au nom du fils de Vincent Lannoo                | Belgique   |
| Prix RTS du Public                                                | You're Next de Adam Wingard                     | États-Unis |
| Prix Mad Movies                                                   | Dark Touch de Marina de Van                     | France     |
| Prix de la jeunesse Denis-de-Rougemont                            | Dark Touch de Marina de Van                     | France     |
| Prix de la jeunesse Blaise Cendrars                               | The Crack d'Alfonso Acosta                      | Colombie   |
| Prix Titra Film                                                   | Dyatlov Pass Incident de Renny Harlin           | États-Unis |
| Prix du meilleur film asiatique                                   | Eega de S.S Rajamouli et J.V.V Sathyanarayana   | Inde       |
| Prix Imaging The Future meilleur production design                | Ghost Graduation de Javier Ruiz Caldera         | Espagne    |
| Mention spéciale du jury Imaging The Future                       | Mars et Avril de Martin Villeneuve              | Canada     |
| Prix H.R. Giger « Narcisse du meilleur court métrage suisse »     | Palim Palim de Marina Klauser et Pia Hellenthal | Suisse     |
| Nomination pour le Méliès d'Or du meilleur court métrage européen | Entre ange et démon de Pascal Forney            | Suisse     |